# Alain d'Orange
Pour les articles homonymes, voir Orange.
Alain d'Orange, né à Colmar le 7 janvier 1923 et mort le 7 décembre 2017, est un dessinateur et illustrateur français.
Il illustre notamment des récits en bande dessinée à suivre dans les revues pour la jeunesse comme La Semaine de Suzette, Fripounet et Marisette, Bayard, Cœurs vaillants, Âmes vaillantes (Frédérique), J2 Jeunes (Le Prince Éric en bande dessinée). Il illustre aussi des romans pour la jeunesse, des récits historiques, des vies de saints et de patriarches dans « Belles Histoires et Belles Vies », des ouvrages culturels, historiques et religieux.

## Biographie
Alain d'Orange commence par être illustrateur pour des revues catholiques pour la jeunesse, aux éditions Fleurus, où il entre en juillet 1949. À partir de la fin des années 1940, il illustre ainsi les Cœurs vaillants, Âmes vaillantes, Fripounet et Marisette,.

### Histoires à suivre
En 1949, Alain d'Orange dessine sa première histoire suivie, Les 7 diamants du dragon, publiée dans Fripounet. Pour la revue Âmes vaillantes (qui devient J2 Magazine puis Djin), il crée la même année 1949 Le Trio bleu, puis divers récits, et il est le dessinateur de Frédérique, une adolescente charitable, avec Henriette Robitaillie comme scénariste. Il crée aussi beaucoup de récits historiques,.
Il illustre de nombreuses histoires suivies dans les revues pour la jeunesse Bayard, Bernadette, La Semaine de Suzette, Lisette, L'Intrépide, Cœurs vaillants, Scout, Pionnier, Louveteau, Francs-Jeux, Terres Lointaines. Il illustre notamment les Naufragés du Sassandra, sur les textes de Renée Tramond, sorti en album en 1953 ; Uranium, de Jean Acquaviva, en 1953, publié en album en 1954 ; L'Orpheline du Far-West, d'Albert Bonneau, qui sort en album en 1958 ; Le Troupeau de Clara, d'Henriette Robitaillie, album publié en 1959 ; Le Prisonnier du donjon ; Kinouk ; Les Sauvages chez Régina,.
Sur des scénarios de Jean-Paul Benoît, il dessine Marc Leloup, série sur un aviateur, qui paraît de 1962 à 1966 dans Cœurs vaillants puis dans J2 Jeunes et Formule 1. Dans cette même revue, il crée en 1966 et 1967 Le Prince Éric, adaptation en bandes dessinées de trois des aventures du Prince Éric : Le Bracelet de vermeil, Le Prince Éric, La Tache de vin, sur des scénarios de Serge Dalens. Il y dessine aussi Deux et deux font cinq, Guislain de Gohors et divers récits. Il dessine Cottignac pour Fripounet, ainsi que Jany, tous les deux sur des scénarios de Jean-Marie Pélaprat (Guy Hempay),,.

### Vies de saints
Alain d'Orange illustre aussi de nombreuses vies de saints et d'autres personnalités chrétiennes. Ainsi, dans la collection Belles histoires, belles vies, il illustre notamment Saint François de Sales, Saint Pierre, Charles de Foucauld, Mère Hartzer, Jean l'Évangéliste, Saint Jean Eudes,.
Dans la collection Les Grandes heures des chrétiens, il est l'auteur, entre autres, de Don Bosco, Frédéric Ozanam, Antoine Moreau, Mère Anne de La Girouardière, Guillaume-Joseph Chaminade, Jean Herbet, Amérique latine,.
Œuvrant à partir des années 1990 pour les éditions du Signe / Sadifa, il continue des illustrations de vies chrétiennes comme Angèle Mérici, Les Frères Alexiens, John Wesley, Jean Hébert, Euphrasie Barbier.

### Autres illustrations
Alain d'Orange crée aussi diverses illustrations d'ouvrages à caractère culturel, historique ou religieux. Il illustre ainsi des livres et des brochures pour les éditions Ouest-France, les éditions Hachette, les éditions du Rameau, les éditions Lambert-Laurent, les éditions Sadifa / Le Signe, Édithéo, les éditions du Bosquet. Il illustre ainsi l'histoire de la Provence en BD ; le 6 juin 1944 : Attaque à l'Ouest ; Henri Dunant à la Croix-Rouge ; Henry Dunant, la passion de l'humanitaire ; Frère André ; Histoire du Peuple de Dieu ; ainsi que plusieurs albums réédités depuis 2007 par les éditions du Triomphe : 1914-1818 : la Première Guerre mondiale ; Monsieur le Président ; les Derniers Jours de Pompéi ; Cotignac : les aventures d'un cadet de Gascogne.
Pour les éditions Gautier-Languereau, il illustre plusieurs livres de la collection 15.

## Style, notoriété
Le style graphique d'Alain d'Orange est original et dynamique, plutôt réaliste, à grands traits souples ou brisés. Dessinateur prolifique, mais surtout dans un registre religieux, il est longtemps méconnu des exégètes, jusqu'à ce qu'un dossier lui soit consacré par Évariste Blanchet et Louis Cance, dans Hop ! no 111 en 2006.

### Sources bibliographiques
- « d'Orange, Alain », dans Henri Filippini, Dictionnaire de la bande dessinée, Bordas, 2005 (ISBN 2-04-729970-5), p. 749.
- « D'Orange, Alain », dans Patrick Gaumer, Dictionnaire mondial de la BD, Larousse, 2010 (ISBN 978-2-03-584331-9), p. 269-270.
- Évariste Blanchet et Louis Cance, dossier sur Alain d'Orange, dans HOP ! n°111 (septembre 2006).
- Henri Filippini, « Alain d’Orange : virtuose et populaire ! (première partie) », sur bdzoom.com, BDZoom, 28 août 2020 (consulté le 8 janvier 2021) – « Alain d’Orange : virtuose et populaire ! (seconde et dernière partie) », sur bdzoom.com, BDZoom, 4 septembre 2020 (consulté le 8 janvier 2021).
- Bibliothèque nationale de France, Catalogue général.